# Gueorgui Gueorguievitch Totibadze
Gogi Totibadze
Pour les articles homonymes, voir Totibadze.
Ne doit pas être confondu avec Gueorgui Konstantinovitch Totibadze.
Georgy Georgievich Totibadze (en géorgien : გოგი გიორგის ძე თოთიბაძე), aussi connu sous le nom de Gogi Totibadze, né le 28 août 1967, est un peintre et illustrateur géorgien et russe.

## Biographie

### Jeunesse
Georgy Georgievich Totibadze est né le 28 août 1967 à Tbilissi dans une famille d’artistes. Son père, Gueorgui Konstantinovitch Totibadze artiste peintre était recteur de l’Académie des Beaux-Arts de Tbilissi qui porte encore aujourd'hui le nom de son grand-père - Apollon Kutateladze.
Aîné de trois enfants, Georgy Totibadze passe les premières années de sa vie avec ses parents, son frère Konstantin et sa sœur Macha à Tbilissi, au 11, rue Zandukeli (anciennement rue Djavakhishvili), domicile de sa famille paternelle.
Depuis sa plus tendre enfance Gogi se passionne pour la mythologie grecque en dessinant des compositions de champs de bataille. En 1977 à la suite du divorce de ses parents, il déménage à Moscou avec sa mère Nana Kutateladze et sa fratrie au 9, rue Verkhnyaya Maslovka, dans la Cité des Artistes (ru).

### Famille
Georgy Totibadze épouse Irina Savelievna Kozlova, artiste peintre. Ils auront trois filles: Nana (artiste), Manana Totibadze (d) , Varavara.
Son frère, Konstantin Totibadze et ses oncles Guram Apollonovich Kutateladze (en) et Karaman Apollonovich Kutateladze sont tous artistes peintres.
Sa sœur, Maria Georgievna Totibadze (d) , est designer et styliste de mode. Son neveu, Anton Konstantinovich Totibadze est artiste peintre, illustrateur et designer. Sa nièce Musia Totibadze est chanteuse et actrice.

## Carrière

### Art
De 1977 à 1983, Georgy Totibadze partage avec le reste de sa famille maternelle l'atelier de son grand-père Apollon Kutateladze. Ses voisins de palier étaient Alexander Tyshler, peintre illustrateur symboliste russe et Dmitry Ivanovich Khamin qui deviendra son premier professeur de peinture et de dessin privé.
En 1982 Totibadze intègre L’Ecole Académique des Beaux Arts de Moscou (ru) dans le département «scénographie». Pendant ses études, il fait connaissance avec sa future épouse Irina Savelievna Kozlova qui deviendra artiste peintre et illustratrice. Georgy obtient son diplôme en 1986. Il entre ensuite à l’Académie des Beaux-Arts de Tbilissi dans l’atelier de Georgi Aleksi-Meskhishvili (en), puis dans celui de son père Georgy Konstantinovich Totibadze dans lequel il restera de 1986 à 1991.
De 1993 à 1994 Georgy Totibadze vit et travaille à Paris, où il crée pendant cette période une série de portraits; son style expressif devient plus lyrique.
En 1996 il prépare une série de toiles à Hong-Kong. Les tableaux de cette série seront achetés par des collectionneurs représentants de diaspora japonaise.
De 1997 à 1998 l’artiste vit et travaille à San Francisco, où il va notamment réaliser une série de paysages.
À partir de 2000 Georgy Totibadze peint des vues aériennes de paysages urbains et champêtres.
Depuis 2007, l’artiste travaille dans son atelier qui se trouve dans l’Institut de l’Architecture et du Design de Moscou.
Le 28 janvier 2016, Georgy Totibadze, son frère Konstantin, Marina Tsurtsumia,(cinéaste et scénariste russe d’origine géorgienne) et Georgi Tasker ouvrent ensemble la galerie d’Art «Totibadze Gallery» au Centre d’Art contemporain de Moscou de Winzawod (en).
Depuis, la galerie a exposé les œuvres de nombreux artistes dont Alena Kirtsova, Olga et Alexander Florenski, Alexander Zakharov, Ruben Monakhov, Sergey Zuev , Muriel Rousseau et Andrey Sarabianov.
En 2017, Georgy propose son projet « Sous la couverture des forêts » qui sera présenté dans le cadre de Biennale de Moscou (en).
Il participe à des actions caritatives pour lever des fonds pour des orphelinats en 2008, aider les jeunes sans-abris Moscovites, dans le cadre du SAMU social de Moscou en 2009 et pour aider les victimes des inondations en Géorgie en 2015, en donnant des œuvres à des associations caritatives.

### Karaté
À l’âge de onze ans, Georgy s’initie au Karaté Shitō-ryū.
Ses professeurs sont successivement : Eydlin, Mabuni Kenei (en), Hidetoshi Nakahashi. Il obtiendra cinq médailles d’or aux championnats de Russie, une médaille d’argent aux championnats du Japon, et deux médailles de bronze aux championnats du monde de Karaté. Par la suite, son attachement à l’Asie et au Japon en particulier prendra des formes profondes et poétiques, qui seront souvent présentes dans ses œuvres.

## Expositions
Les œuvres de Totibadze ont été présentes dans les expositions suivantes:
- 1989  « Exposition des jeunes artistes», Manezh, Moscou, Russie
- 1989  « Styx »,  Moscou, Russie
- 1990  «Hosp» Galerie, Innsbruck, Autriche
- 1992  « Moi, Gogi und anderen », Maison Centrale des artistes, Moscou, Russie
- 1993   Exposition personnelle, Maison Centrale des artistes, Moscou, Russie
- 1994   Exposition personnelle, Journal « L’évènement de jeudi », Paris, France
- 1995   « Exposition des peintres russes », Unesco, Paris, France
- 1996	« Galerie en Galerie », Galerie Tretiakov, Moscou, Russie
- 1996 	« Songe d’une Nuit d’été », Musée National des Arts orientaux, Moscou
- 1996	Exposition personnelle, Galerie L. Bruck, Maison Centrale des artistes, Moscou, Russie
- 1997	« Art Manezh », Moscou, Russie
- 1998	« Exposition des peintres russes », Galerie « Diana » Washington DC, États-Unis
- 1998	« Art Salon », Maison Centrale des artistes, Moscou, Russie
- 2000	« Art Manezh », Moscou, Russie
- 2001   Exposition personnelle, Galerie « King », Berkeley, CA, États-Unis
- 2002	« Art Manezh », Moscou, Russie
- 2003	« Art Manezh », Moscou, Russie
- 2004	« Art Manezh », Moscou, Russie
- 2004	Exposition « Art Party », « Yakut Gallery », Moscou, Russie
- 2005	Exposition « Baroque Party », « Yakut Gallery », Moscou, Russie
- 2005	Exposition « Gourmaniada », Art Play, Moscou, Russie
- 2006	« Art Manezh », Moscou, Russie
- 2006	«  Art Moscou », VP Studio, Moscou, Russie
- 2006	Exposition personnelle, VP Studio, Moscou, Russie
- 2007	Exposition personnelle « Jardins de Paradis », VP Studio, Moscou, Russie
- 2008	« Art Manezh », Moscou, Russie
- 2009	Exposition personnelle, « Atlas Art Gallery », Moscou, Russie
- 2010	Georgy and Konstantin Totibadze, Painting, Mosfilm Galerie, Moscou
- 2012	« Landscape » MMoMA, Moscou, Russie
- 2015 	« Ode à la nourriture » Galerie « Proun » Moscou
- 2016  Espace 7, « Totibadze Gallery » Moscou
- 2017	« Sous la couverture des forets » « Totibadze Gallery » Biennale de Moscou
- 2018 « Tbilisi Art Fair », Tbilissi, Géorgie[14]

## Collections publiques
Les œuvres de Georgy Totibadze sont exposées dans de diverses galeries et musées dont le Musée des Arts orientaux de Moscou (ru) et le Musée des Arts modernes de Moscou (en).

## Filmographie
Georgy Totibadze a joué dans le film «Russie 88 (en)» par Pavel Bardin.